# 盖州 (金朝)
盖州，中国古代的州。
本为高丽盖葛牟城，辽朝时为辰州。金朝明昌四年（1193年），罢曷苏馆，建辰州、辽海军节度使。明昌六年（1195年），因与“陈”同音，以盖葛牟为名。治所在今辽宁省盖州市。属辽阳府。下辖四县、二镇：汤池县（神乡镇）、建安县（大宁镇）、秀岩县、熊岳县。辖境约当今辽宁省盖州、庄河二市及岫岩、营口二县市部分地区。元朝初年，改置盖州路，至元六年（1269年），复为盖州。明朝洪武二十八年（1395年），废盖州。 